# Echeta semirosea
Echeta semirosea là một loài bướm đêm thuộc phân họ Arctiinae, họ Erebidae.